# Miraval de Cabardés
Miraval de Cabardés (en francès Miraval-Cabardès) és un municipi del departament de l'Aude a la regió francesa d'Occitània.